# Bartica
Bartica is de hoofdplaats van de Guyanese regio Cuyuni-Mazaruni (regio 7), gelegen aan de rivier de Essequibo, aan de samenloop van de Mazaruni en de Cuyuni met deze rivier. In de stad wonen ongeveer 8.004 mensen (2012). De stad wordt gezien als de "poort naar het binnenland". Bartica vormt de basis vanwaaruit veel mensen werken in de goud- en diamantwinning in het binnenland. Op een eiland ten noorden van de plaats liggen de overblijfselen van het voormalige Nederlandse Fort Kyk-over-al.

## Geschiedenis
Bartica ontstond vanuit een missie van de Anglicaanse Kerk, die werd opgericht in 1829. In 1843 werd de eerste kerk gebouwd. 'Bartica' is het inheems woord voor 'rode aarde'. In 1887 werd Bartica aangewezen als town en werd een regionaal centrum gesticht.

## Overzicht
Bartica heeft een winkelcentrum, een markt, twee middelbare scholen, en een ziekenhuis. De plaats is bekend om zijn nachtleven.

## Transport
Vanuit Georgetown kan Bartica kan worden bereikt via een veerboot vanaf Parika. De Denham Suspension Bridge verbindt Bartica met Mahdia.

## Slachting van Bartica
Op 17 februari 2008 vond de Slachting van Bartica (Bartica massacre) plaats toen een bende het politiebureau van Bartica aanviel. Er kwamen 9 burgers en 3 politieagenten om het leven. In augustus werden in Timehri twee verdachten tijdens een vuurgevecht met de politie gedood. Drie verdachten werden later gearresteerd.
In 2017 werden twee verdachten ter dood veroordeeld, en één verdachte werd niet schuldig verklaard. In Juli 2017, ontsnapte Mark Williams, een van de ter dood veroordeelden, uit de gevangenis. Tijdens de ontsnapping werd een bewaker van de gevangenis vermoord. In oktober 2017 werd Williams weer gearresteerd. Op 23 juli 2022 werd Williams ook veroordeeld voor een moord op een soldaat in Buxton in 2008. Het hoger beroep over Bartica liep in juli 2022 nog.

## Foto's

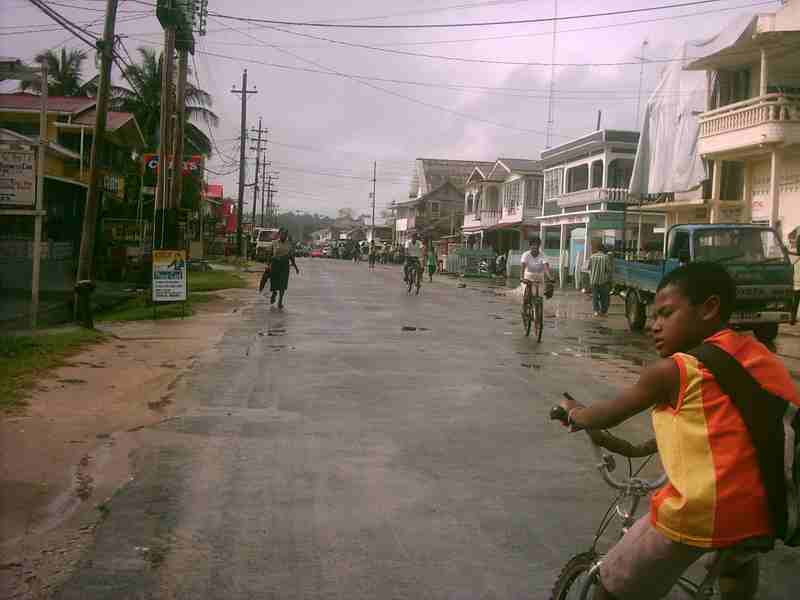
Straat in Bartica
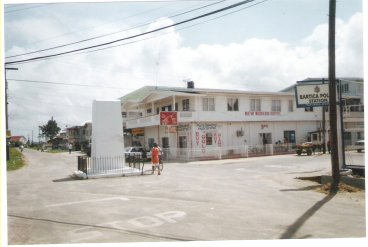
Centrum